# Mihail Mihajlovics Kaszjanov
Mihail Mihajlovics Kaszjanov (oroszul: Михаил Михайлович Касьянов; Szolncevo, Moszkvai terület, 1957. december 8. –) orosz politikus, mérnök, közgazdász, 2000 és 2004 között Oroszország kormányfője volt.

## Tevékenysége 2004-ig
1974-1976 között a moszkvai autóútipari főiskolán tanult, de útépítőmérnöki diplomáját csak 1981-ben szerezte meg. Két év katonaság után egy szállítási tervező és tudományos-kutató intézetben vezető technikusi, majd mérnöki beosztásban dolgozott. 1981-től csaknem tíz évig az OSZSZSZK Tervhivatalában a külgazdasági osztály egyik alosztályának mérnöke, közgazdásza, utóbb vezetője volt, közben 1987-ben közgazdász továbbképző tanfolyamot végzett.
1991-től Oroszország Gazdasági Minisztériuma külgazdasági részlegeinek középvezetői posztjain dolgozott, 1993-tól a külföldi hitelek és adósságok igazgatóságának vezetője. 1995-től pénzügyminiszter-helyettes, 1999 májusától pénzügyminiszter Szergej Sztyepasin kormányában, és megtartotta pozícióját augusztusban is, amikor Vlagyimir Putyin lett a kormányfő.
Miután az elnökké választott Putyint beiktatták tisztségébe, 2000 májusában Kaszjanovot kinevezték kormányfőnek. Viszonylag hosszú ideig, csaknem négy évig megtartotta hivatalát, 2003 szeptemberében Magyarországon is hivatalos látogatás tett. Nem sokkal a következő elnökválasztás előtt, 2004 februárjában Putyin elnök a kormánnyal együtt menesztette.

## Politikai tevékenysége 2005-től
Egy évvel menesztése után visszatért a politikai életbe, ellenzéki hangú nyilatkozatokkal hívta fel magára a figyelmet, majd bejelentette szándékát, hogy jelöltként indul a 2008 tavaszán esedékes elnökválasztáson. Hamarosan több médiában kompromittáló hadjáratot indítottak ellene, avval vádolták, hogy egy állami üdülőt kormányfőként áron alul adott magánkézbe. A vádakat Kaszjanov a Kommerszant című lapban cáfolta és egy rágalomhadjárat részének nevezte.
2006 áprilisában egy új mozgalom, a Népi-Demokrata Szövetség élére állt, mely két hónap múlva országos mozgalommá, Oroszországi Népi Demokratikus Szövetséggé (RNDSZ) alakult át. Csatlakozott a Másik Oroszország nevű ellenzéki tömörüléshez is, melynek deklarált célja az állam demokratizálása, 2007 júliusában azonban bejelentette távozását ebből a koalícióból.